# PéldaKÉPek

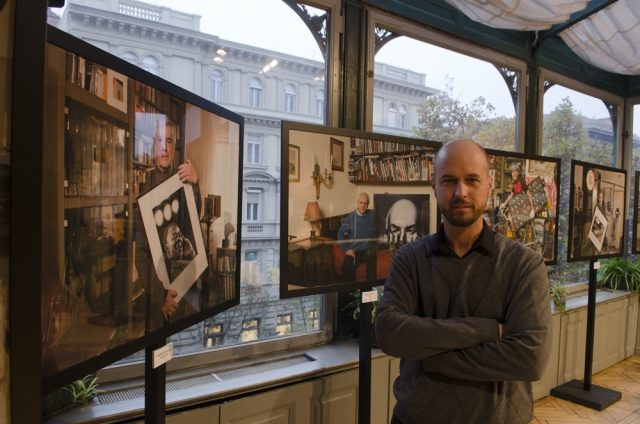
Urbán Ádám a kiállítás megnyitóján

Urbán Ádám fotóművész PéldaKépek című fotósorozatán huszonöt olyan fotóművészt vonultatott fel, akik iránt őszinte tisztelettel adózik.

## A felvételek előzményei
A szerzőtől nem áll messze a fotózás, hiszen édesapja, Urbán Tamás többszörösen díjazott fotóriporter, míg édesanyja  tördelőszerkesztő, művészeti vezető volt.
A sorozat közvetlenebb előzménye Burger Barna Fej vagy írás – 92 magyar író portréja című portréalbuma, amely 92 kortárs magyar író fényképét és egy-egy tőlük származó szövegrészt tartalmaz. Részben ez az album inspirálta a szerzőt arra, hogy portrésorozatot készítsen kortárs fotográfusokról. Burgerral ellentétben ő nem szöveget kért a képen látható személyektől, hanem azt, hogy ikonikus, kedvenc képeiket tartsák a kezükben. Részben a kiállítás előtti évben merült fel benne egy nagyszebeni festő portré készítése során. Nem sokkal később kezdett el fotósokról készíteni képeket, majd ezután a munkáját, pályáját befolyásoló mestereket örökítette meg a szerinte saját alkotó-, életközegükben. A kiállításra kerülő felvételek elkészülésére mintegy másfél év kellett, beleszámítva az alanyok elérhetőségére szánt időt, valamint azt, hogy a kiállítási anyag képenként 5-6 órás alkotói folyamatot vett igénybe. A képek, amelyeknek egyik központi koncepciója az volt, a művész munkáját, pályáját befolyásoló mestereket ábrázolja, egy Mamiya 645-AFD III középformátumú géppel készültek, Phase One P 30+ digitális hátfallal.

## Kiállítások

### A Mai Manó Házban
A Mai Manó Házban 2012. november 23. – 2013. január 6. között látogathatott kiállításon, amelyet Pettendi Szabó Péter nyitott meg megtekinthetők volt a teljes sorozat:
- Balla Demeter – Pipacscsokor, 2002.
- Bánkuti András – Alkony, 1990.
- Baricz Katalin – Tükörkép, 2012.[M. 1]
- Barta Zsolt Péter – Üvegház 04551, 2008.
- Benkő Imre – Karbantartók. Kohógázüzem, Ózd, 1989.
- Déri Miklós – Cím nélkül, 1993.
- Dozvald János – Translation részlet, 2009.
- Drégely Imre – Hyppodrom, 2008.
- Féner Tamás – Tóraolvasók, 1983.
- Friedmann Endre – Fogságból a szabadságba, Vietnám, 1973.
- Haris László – Törvénytelen avantgarde, 1971.
- Hemző Károly – Vidámpark, Budapest, 1973.
- Horváth M. Judit –  Másvilág, Ibrány, 1995.
- Keleti Éva – Ruttkai Éva és Latinovits Zoltán az otthonában, 1971.
- Kerekes Gábor – Kéz, 1990.
- Korniss Péter – Iskolába indulók, Szék, 1973.
- Markovics Ferenc – Louis Amstrong, 1965.
- Stalter György – Tólápa sorozat/Címer, 1982.
- Szilágyi Lenke – Debrecen, 1988.
- Tímár Péter – Gyász, Krematórium, Rákoskeresztúr, 1983.
- Török László – A család, 1972.
- Tóth György –  Emese, 1995.
- Tóth István – Nehéz út volt, 1970.
- Tóth József  – Füles: Tehéntúró – Tejipar, 1974.
- Urbán Tamás – Bódulat, 1981–1984

### Az Émile Galériában
Később az Émile Galéria fotóművészeti programjának első kiállításaként az érett fotográfus generáció alkotóit igyekezvén bemutatni Urbán Ádám műveiből válogatott képeket az alkalomra. A kiállítást és a galériát Niszkács Anna és Markovics Ferenc nyitotta meg 2015. április 22-én.

## További megjelenések
A képeket leközölte a HVG és az Index.hu is.